# Klosterreichenbach
Klosterreichenbach ist ein Teilort der Gemeinde Baiersbronn im nördlichen Schwarzwald im Landkreis Freudenstadt in Baden-Württemberg. Ihr schloss er sich 1974 mit den weiteren Murgtalgemeinden Huzenbach und Schönmünzach an. Seinen Namen, den er so erst seit 1897 trägt (vorher Reichenbach), verdankt er dem Kloster Reichenbach.

## Geschichte

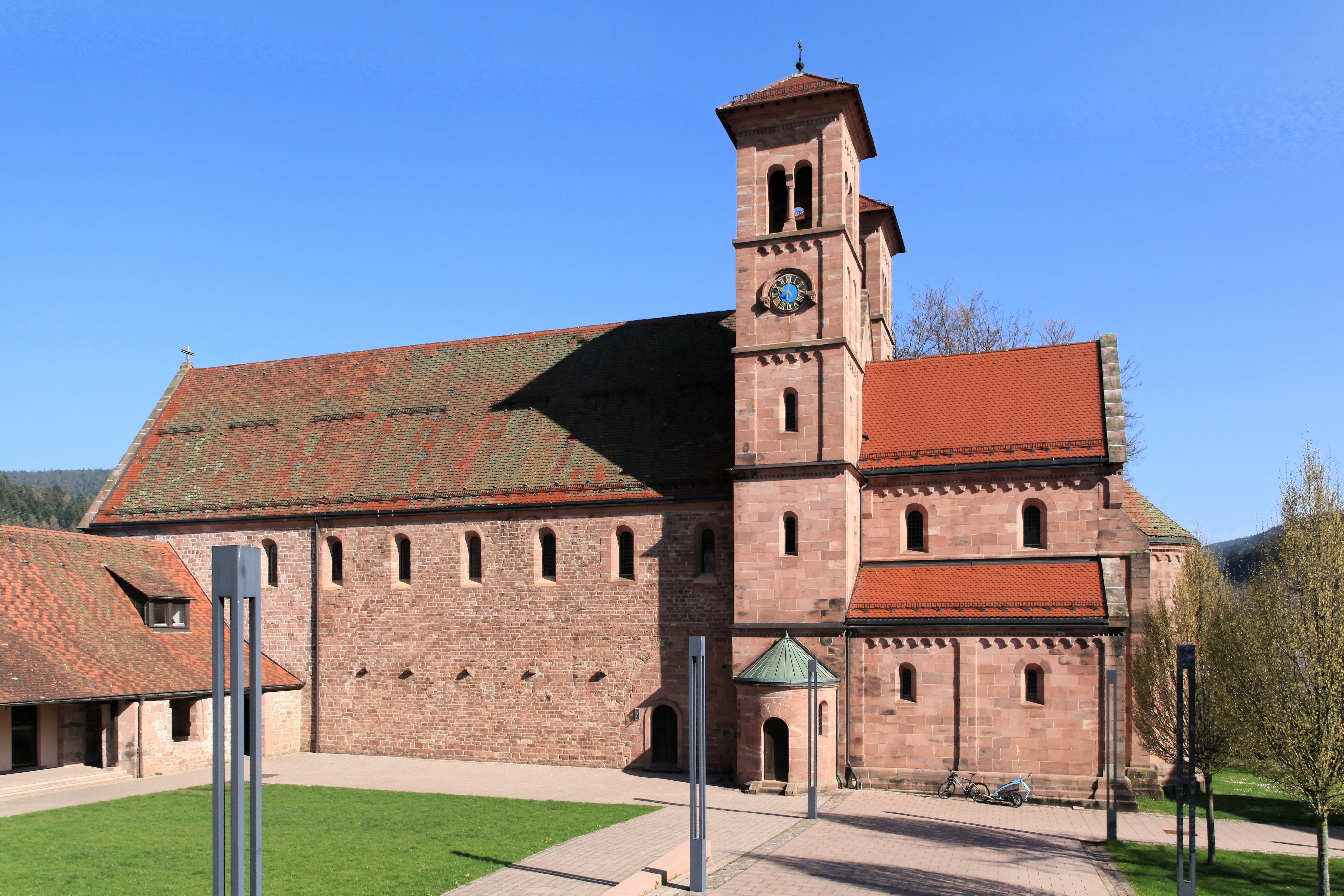
Die ehemalige Klosterkirche

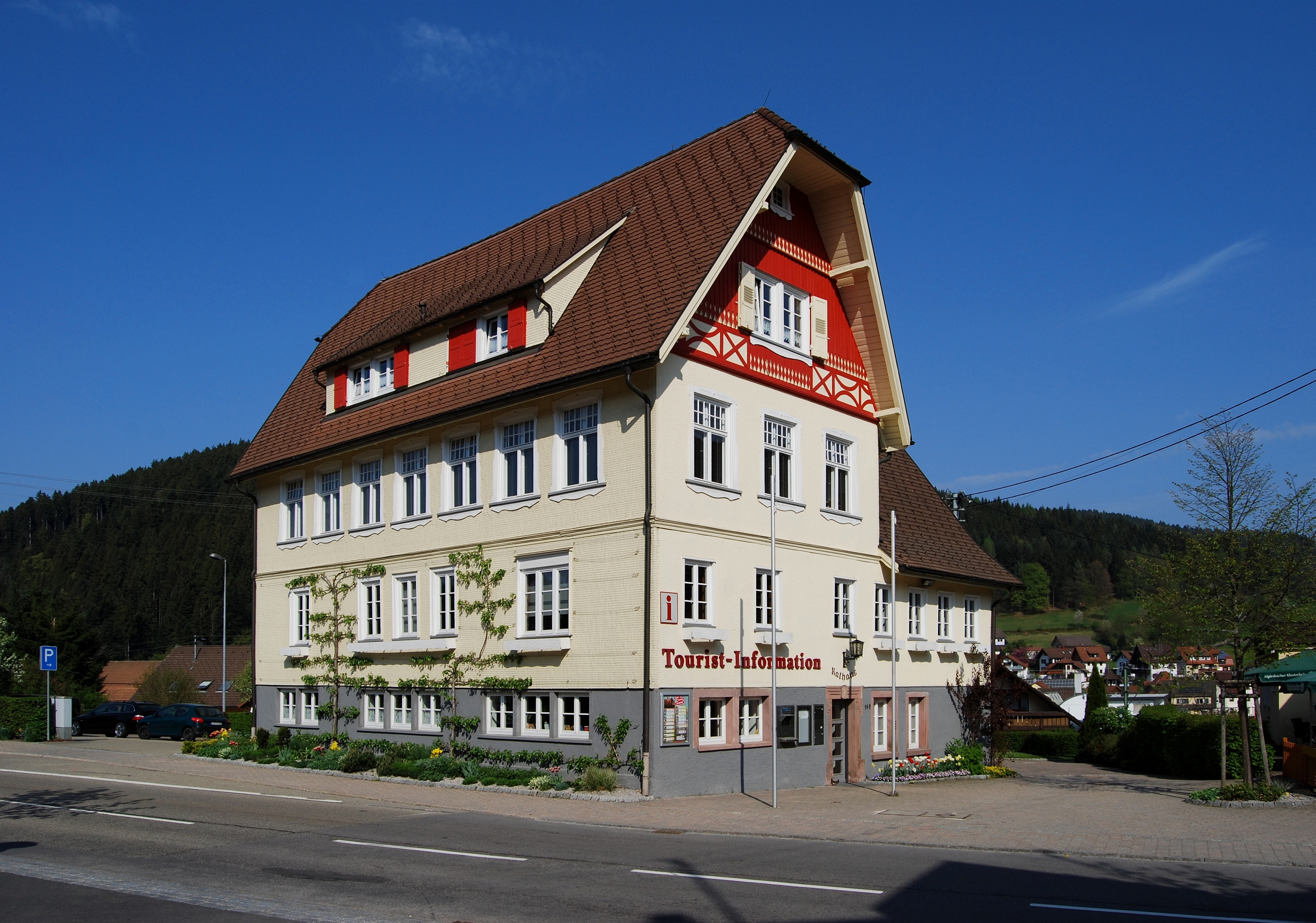
Das Rathaus Klosterreichenbachs mit Touristeninformation

1082 wurde das Kloster gegründet und drei Jahre später durch den Konstanzer Bischof Gebhard III. von Zähringen geweiht. Mit der Schenkung der Siedlung Heselbach im Jahre 1289 wuchs Reichenbach weiter. 1585 wurde in Reichenbach die erste Volksschule erbaut. Das Kloster wurde 1595 auf Befehl Herzog Friedrichs I. geräumt, und Reichenbach wurde ein reformierter Ort. Durch die Räumung des Klosters wurden allerdings auch fast alle Bürger aus Reichenbach vertrieben und so hatte es danach nur noch etwa 40 Einwohner.
1618 bis 1648 hatte das Dorf unter den Folgen des Dreißigjährigen Kriegs und der Pest stark zu leiden. Um die Ansiedlung neuer Bürger zu fördern, entschloss man sich zwischen 1620 und 1651 klostereigene Grundstücke und Gebäude, wie die Klostermühle und die Meierhöfe, günstig zu verkaufen. Im Jahre 1796 zählte Reichenbach etwa 300 Einwohner und 100 Jahre später waren es schon 750. 1807 wurde Reichenbach eine selbstständige Gemeinde des Oberamtes Freudenstadt. Das erste Rathaus wurde 1864 errichtet und die Klosterkirche wurde im Jahr 1894 renoviert. Den heutigen Ortsnamen erhielt Reichenbach 1897 und wurde so zu Klosterreichenbach.
Heselbach, das schon 1289 vom Pfalzgrafen zu Tübingen Reichenbach geschenkt wurde, ist im Jahr 1935 offiziell nach Klosterreichenbach eingemeindet worden.
Am 1. Januar 1974 wurden Klosterreichenbach, Huzenbach und Schwarzenberg nach Baiersbronn eingemeindet.

## Verkehr
In Klosterreichenbach hält die Murgtalbahn, die zwischen Freudenstadt und Karlsruhe verkehrt. Die Bundesstraße 462 führt durch den Ort.

## Persönlichkeiten
- Christian Friedrich Schaible (1791–1845), württembergischer Beamter und Oberamtmann
- Philipp Paulus (1809–1878), württembergischer evangelischer Theologe, Lehrer, Schriftsteller und Abgeordneter des Württembergischen Landtags sowie Gründer der Evangelischen Altenheimat
- Stefan Wisniewski (* 1953), Ex-Terrorist und ehemaliges Mitglied der Rote Armee Fraktion